# Culicoides erikae
Culicoides erikae är en tvåvingeart som beskrevs av Atchley och Wirth 1979. Culicoides erikae ingår i släktet Culicoides och familjen svidknott. Inga underarter finns listade i Catalogue of Life.